# جاده ئی۹۳۳ اروپا
جاده ئی۹۳۳ اروپا (به انگلیسی: European route E933) یکی از جاده‌های درجه ۲ قاره اروپا است.
این جاده که در کشور ایتالیا قرار دارد از شهر آلکامو شروع شده و در شهر تراپانی به پایان می‌رسد.